# Ben Quayle

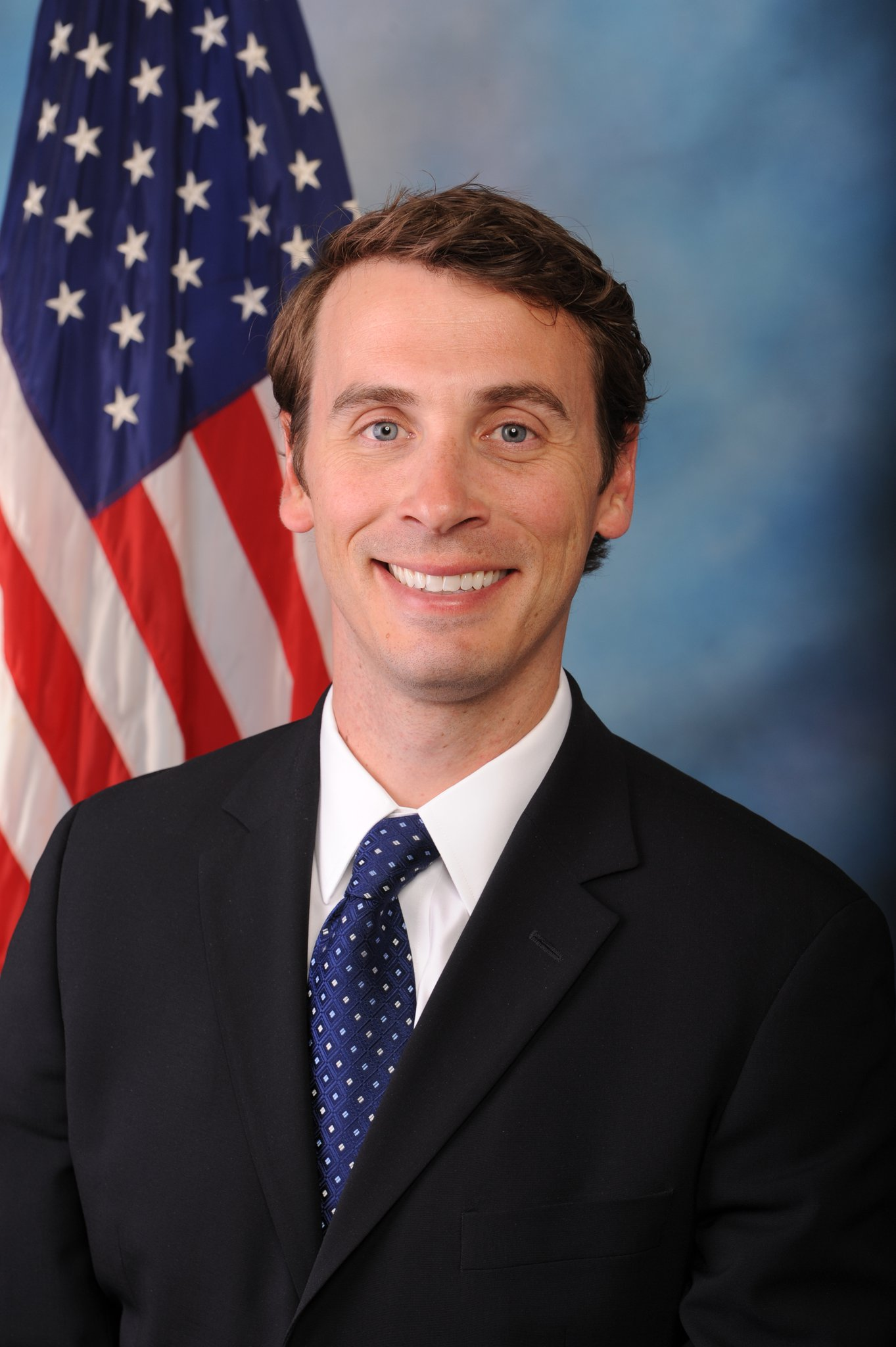
Ben Quayle (Offizielles Foto des 112. US-Kongresses)

Benjamin „Ben“ Eugene Quayle (* 5. November 1976 in Fort Wayne, Indiana) ist ein US-amerikanischer Politiker der Republikanischen Partei. Der Jurist war von 2011 bis 2013 Mitglied des US-Repräsentantenhauses aus Arizona.

## Leben
Quayle, zweites Kind des früheren US-Vizepräsidenten Dan Quayle und der Juristin Marilyn Quayle, studierte nach dem Besuch der St. Albans School sowie der Gonzaga College High School in Washington, D.C. von 1994 bis 1998 Geschichte an der Duke University und schloss dieses Studium mit einem Bachelor of Arts (B.A. History) ab. Ein anschließendes Studium der Rechtswissenschaft an der Vanderbilt University beendete er 2002 als Juris Doctor und erhielt anschließend die Zulassung als Rechtsanwalt in den Bundesstaaten Arizona, Kalifornien und New York.
Zwischen 2004 und 2005 war er zunächst Anwalt bei Schulte Roth & Zabel, einer Anwaltskanzlei in New York City mit 360 Mitarbeitern. Nach einer anschließenden Tätigkeit in der Grundstücksverkaufsabteilung von Snell & Wilmer war er von 2007 bis 2010 Geschäftsführender Partner von APG Security sowie Geschäftsführender Direktor von Tynwald Capital.
Bei den Wahlen in den Vereinigten Staaten 2010 kandidierte er für den 3. Kongresswahlbezirk Arizonas und präsentierte sich während seines Wahlkampfs als konservativer Republikaner, der sich gegen Schwangerschaftsabbrüche und Rechte von Homosexuellen aussprach und zugleich für ein liberales Waffenrecht eintrat. Des Weiteren versprach er sich für die Sicherheit der Staatsgrenzen, die Wiedergewinnung von Arbeitsplätzen und den Abbau unkontrollierter Staatsausgaben einzusetzen.
Als Nachfolger von John Shadegg wurde er offiziell am 3. Januar 2011 Mitglied im Repräsentantenhaus. Nach dem turnusgemäßen Neuzuschnitt der Wahlkreise im Gefolge des Zensus 2010 trat bei der parteiinternen Vorwahl für seinen bisherigen Kongresssitz der Amtskollege aus dem fünften Wahlbezirk, David Schweikert, gegen ihn an und besiegte Quayle knapp. Deshalb endete Quayles Amtszeit am 3. Januar 2013 mit dem Zusammentritt des 113. Kongresses. Quayle war Mitglied im Ausschuss für innere Sicherheit (US House Committee on Homeland Security) sowie im Rechtsausschuss (US House Committee on the Judiciary).